# Takayoshi Tanimoto
Takayoshi Tanimoto (谷本 貴義, Tanimoto Takayoshi, Kure, 14 de abril de 1975) é um cantor, compositor, letrista e arranjador japonês, natural de Kure, cidade da província de Hiroshima. Takayoshi Tanimoto é conhecido por seu trabalho em Digimon e Dragon Ball Kai, entre outros animes e tokusatsu.

## Início da carreira
Aos 20 anos se muda de Kure para Tokyo, para estudar música. Em 2000, lança sua primeira canção comercial, "Kono Machi no Doko ka ni" (Em algum lugar dessa cidade). Mas, em 2001 tem sua estreia no Jpop, com a música "One Vision" tema de evolução matrix da série animada Digimon Tamers. Desde então vem trabalhando com músicas de anime, tokusatsu e games, cantando ou arranjando-as. Num curto período, no ano de 2003, formou a dupla "Loop", junto de Yuri Honma. Em 2009 tem a grande chance de sua carreira ao ser convidado para cantar o tema de abertura de Dragon Ball Kai, remake da série de animação japonesa Dragon Ball Z remasterizado em HD.

## Participação emDragon Ball Kai
O single "Dragon Soul" foi lançado em 20 de maio de 2009, e chegou à 23ª colocação na Oricon singles chart and assim permaneceu por 11 semanas consecutivas. Já o single "Yeah! Break! Care! Break!" foi lançado em 4 de junho de 2009, chegou à mesma posição da Oricon e  permaneceu por seis semanas consecutivas.

## Singles

### Tokusatsu
- Juuken Sentai Gekiranger (2007, Abertura do tokusatsu Juuken Sentai Gekiranger)

### Animes
- One vision (2002, Tema de Evolução Matrix do anime Digimon Tamers)
- Kaze no tsubasa e Dualism (2003, ambas músicas pro anime Crush Gear Nitro, tendo gravado como a dupla Loop)
- Calling you (2004, encerramento do anime Transformers Super Link)
- Kimi ni kono Goe ga Todokimasu youni (2004, 2ª Abertura do anime Gash Bell, conhecido no Brasil como Zatch Bell!)
- Mienai Tubasa (2005, 3ª Abertura do anime Gash Bell, conhecido no Brasil como Zatch Bell!)
- Dragon Soul (2009, Tema de abertura do anime Dragon Ball Kai)
- Muteki Aura no Energy (2009)
- Yeah! Break! Care! Break! (2009, Encerramento do anime Dragon Ball Kai)
- Dark Knight ~Fujimi no Ouja~ (2010, tema do personagem DarkKnightmon no anime Digimon Xros Wars)
- Evolution & Digixros ver. Kiriha (com participação de Wada Kouji) (2011, Tema de Evolução Zeek/Zeke Greymon do anime Digimon Xros Wars)

### Outros
- Nobody's Sun (2004)
- Overdrive (2005)

## Outras Músicas

### Tokusatsu
- existence ~KAIXA~ nized dice (2003, tema do personagem Kamen Rider Kaixa de Kamen Rider 555)
- Takami no Sora e (2007, trilha sonora da série Juuken Sentai Gekiranger)
- Burning up! (2007, trilha sonora da série Juuken Sentai Gekiranger) (com participação de Ichirou Mizuki)
- Take Off! Go-On Wings (2008, trilha sonora para série Engine Sentai Go-Onger) (com participação de Mayumi Gojo)
- Ute! Sono Kara o Uchiyabure! (2010, trilha sonora para série Tensou Sentai Goseiger)
- Versus! Super Sentai (2011, trilha sonora para Super Sentai VS Theater) (com participação de Hideaki Takatori e YOFFY, do Psychic Lover)
- Gokai Zenkai Dash (2011, trilha sonora para série Kaizoku Sentai Gokaiger)
- Tatakae! Kyoryuger (2013,trilha sonora para série Zyuden Sentai Kyoryuger)
- Byun Byun! ToQger (2014, trilha sonora para série Ressha Sentai ToQger) (com participação de YOFFY e Showgo Kamada)
- Shinonderu Baai Ja Nai!! (2015, trilha sonora para série Shuriken Sentai Ninninger)
- M • A • X Power (2018, trilha sonora para série Kaitou Sentai Lupinranger VS Keisatsu Sentai Patranger)
- X Emperor M • A • X Power (2018, trilha sonora para série Kaitou Sentai Lupinranger VS Keisatsu Sentai Patranger)

### Games
- Hashirunda! (2007, trilha do jogo Kyo Kara Maou! do PS2)
- Change your BEAT (2007, trilha sonora pro jogo Draglade 2 do Nintendo DS)
- Break up! (2008, trilha sonora pro jogo Draglade 2 do Nintendo DS)

### Animes
- Chou Super Dragon Soul (2009, trilha sonora para o anime Dragon Ball Kai)